# Кирсанов, Владимир Яковлевич
Владимир Яковлевич Кирсанов (12 марта 1912, Харьков — 28 июля 1999, Новосибирск) — советский оперный певец (бас), солист Новосибирского театра оперы и балета (1945—1978), заслуженный артист РСФСР (1955).

## Биография
Родился 12 марта 1912 года в Харькове. Окончил Саратовскую государственную консерватортю (1943). С 1945 по 1978 год — солист Новосибирского театра оперы и балета, в 1970—1978 — заместитель директора этого театра.
Умер 28 июля 1999 года в Новосибирске. Похоронен на Заельцовском кладбище.

## Партии
В оперном театре Новосибирска исполнил свыше 80 партий: Руслан и Фарлав («Руслан и Людмила», Глинка), Сусанин («Иван Сусанин», Глинка), Пимен и Варлаам («Борис Годунов», Мусоргский), Кочубей («Мазепа», Чайковский), Пан Воевода («Пан Воевода», Римский-Корсаков), Мельник («Русалка», Даргомыжский), Мефистофель («Фауст», Ш. Гуно) и т. д.